# Александар Марков
Александар Марков (болг. Александър Марков, нар. 17 серпня 1961, Софія) — болгарський футболіст, що грав на позиції захисника.
Виступав, зокрема, за клуб «Левскі», а також національну збірну Болгарії, у складі якої був учасником чемпіонату світу 1986 року.

## Клубна кар'єра
У дорослому футболі дебютував 1981 року виступами за команду «Локомотив» (Софія), в якій провів чотири роки і у сезоні 1981/82 виграв Кубок Болгарії. Згодом з 1985 по 1991 рік грав у складі команд «Спартак» (Плевен) та «Славія» (Софія).
Своєю грою за останню команду привернув увагу представників тренерського штабу клубу «Левскі», до складу якого приєднався 1991 року. Відіграв за команду з Софії наступні п'ять сезонів своєї ігрової кар'єри, зігравши у 91 матчі в усіх турнірах і забивши 1 гол. За цей час тричі виборював титул чемпіона Болгарії та двічі ставав володарем Кубка Болгарії
Протягом 1996—1998 років знову захищав кольори «Спартака» (Плевен), після чого відправився до США, де і виступав до завершення кар'єри у клубах А-Ліги «Гемптон Роудс Марінерс» та «Атланта Сільвербекс».

## Виступи за збірну
4 травня 1983 року дебютував в офіційних іграх у складі національної збірної Болгарії у товариському матчі проти Куби (5:2) у Софії.
У складі збірної був учасником чемпіонату світу 1986 року у Мексиці, де зіграв у двох матчах — з Італією (1:1) та з Аргентиною (0:2), а його команда дійшла до 1/8 фіналу.
Загалом протягом кар'єри у національній команді, яка тривала 11 років, провів у її формі 20 матчів.

## Титули і досягнення
- Чемпіон Болгарії (3):

«Левскі»: 1992/93, 1993/94, 1994/95
- Володар Кубка Болгарії (3):

«Локомотив» (Софія): 1981/82
«Левскі»: 1991/92, 1993/94